# Pachyphytum kimnachii
Pachyphytum kimnachii ist eine Pflanzenart aus der Gattung der Pachyphytum in der Familie der Dickblattgewächse (Crassulaceae). Benannt wurde die Art nach dem amerikanischen Botaniker Myron William Kimnach.

## Beschreibung
Die an der Basis verzweigten Triebe werden bis 30 Zentimeter, auf dem Boden liegende Triebe bis 60 Zentimeter lang und 1,5 bis 2,5 Zentimeter dick. An den oberen 15 Zentimetern der Triebe werden aus 12 bis 35 Blättern Rosetten mit 15 bis 20 Zentimeter Durchmesser gebildet. Junge Blätter stehen dabei meist sehr eng beieinander, ältere Blätter haben deutlich mehr Abstand zueinander. Sie sind elliptisch-länglich, die mittleren sind ausgebreitet und die unteren Blätter meist zurückgebogen. Sie werden 5 bis 10 Zentimeter lang und 1,7 bis 3,5 Zentimeter breit. Die sukkulenten Blätter werden 7 bis 13 Millimeter dick, sind glauk bereift und meist anfänglich leicht violett gefärbt.
Der 21 bis 48 Zentimeter hohe Blütenstand besitzt an den unteren 11 Zentimetern keine Blätter, oberhalb davon befinden sich 5 bis 9 am Stiel anliegende und sterile Tragblätter. Er ist intensiv rot gefärbt, glauk bereift und später rosafarben. An den oberen 6 bis 23 Zentimetern werden 12 bis 28 Einzelblüten ausgebildet. Die fertilen Tragblätter sind anfangs überlappend, schmal eiförmig, spitz und zweizähnig stängelumfassend. Sie werden 18 bis 25 Millimeter lang, 8 bis 12 Millimeter breit, hellgrün gefärbt und glauk bereift. Der zur Spitze hin dicker werdenden Blütenstiel ist 3 bis 7 Millimeter lang und 2 bis 3,5 Millimeter dick. Die angedrückten Kelchblätter sind ungleich geformt und werden 9 bis 28 Millimeter lang und 2,5 bis 8 Millimeter breit. Die fünfkantige Blütenkrone wird 12 bis 16 Millimeter lang und ist an der Basis 9 Millimeter breit. Sie ist weiß bis hellrosa gefärbt. Die dreieckig-lanzettlichen Kronblätter werden 13 bis 17 Millimeter lang und bis 4,5 Millimeter breit. Die aufrechten Zipfel der Blütenröhre sind schmal spitz und stumpf gekielt. Sie sind später ab der Mitte etwas zurückgebogen und zur Spitze hin mit einem eiförmigen karminroten Fleck versehen. Die karminroten Schuppen an den Kronblättern werden 5 bis 8 Millimeter lang und bis 1,8 Millimeter breit. Die mit der Blütenkrone verwachsenen Staubfäden werden 7 bis 10 Millimeter lang und sind unten weißlich und oben karminrot gefärbt. Die gelblichen Nektarschüppchen werden 0,3 bis 0,6 Millimeter lang und 1,9 bis 2,6 Millimeter breit. Die fast frei stehenden, unten weißlichen und oben rosa gefärbten Fruchtblätter werden 7 bis 9 Millimeter lang.

## Verbreitung und Systematik
Pachyphytum kimnachii kommt natürlich im mexikanischen Bundesstaat San Luis Potosí auf mit Moos besetzten Felsen in Kiefern-Eichen-Wäldern in Höhenlagen von etwa 1800 Meter vor und ist nur vom Typfundort bekannt. Begleitpflanzen am Standort sind Agaven, Ferokakteen, Mammillarien, Graptopetalum pachyphyllum, Echeveria bifida, Sedum jurgensenii und Sedum greggii.
Die Erstbeschreibung von Reid Venable Moran erfolgte 1967.

## Nachweise